# IU Большого Пса
IU Большого Пса (лат. IU Canis Majoris), HD 44953 — двойная звезда в созвездии Большого Пса на расстоянии (вычисленном из значения параллакса) приблизительно 1342 световых лет (около 412 парсеков) от Солнца. Видимая звёздная величина звезды — от +6,58m до +6,55m.

## Характеристики
Первый компонент — бело-голубая вращающаяся переменная звезда типа Альфы² Гончих Псов (ACV) спектрального класса B8pHew или B8III.